# النساء في الحروب العالمية

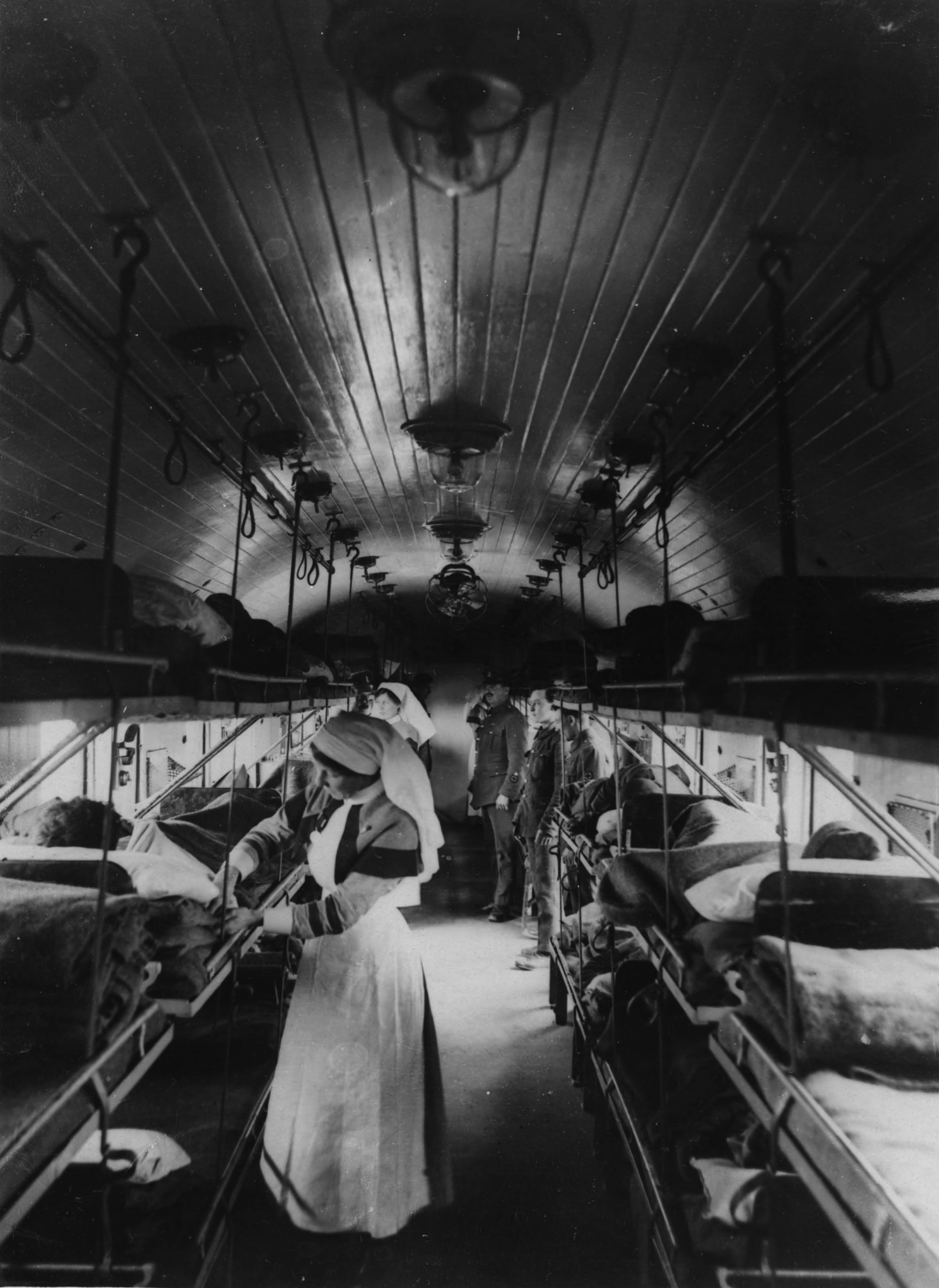
ديفيد ماكليلان - داخل جناح على متن قطار إسعاف بريطاني في فرنسا خلال الحرب العالمية الأولى

توجب على النساء تأدية أدوار جديدة في جهود الحرب الوطنية لبلدانهن خلال الحربين العالمتين. شهدت النساء في جميع أنحاء العالم انتكاسات شديدة، إضافةً إلى تقدم اجتماعي ملحوظ خلال تلك الفترة. اعتمدت الحربان العالميتان على الإنتاج الصناعي بقدر اعتمادها على المعارك الميدانية. وفي حين تمكنت بعض النساء من دخول مسارات مهنية كانت تقليديًا حكرًا على الرجال، كان متوقعًا من النساء بشكل عام أن يشاركن بشكل أساسي في «الواجبات المنزلية وأعمال المرأة» خاصة بعد انتهاء الحربين. كانت النساء أيضًا ضحايا للحربين، وقد عرّضتاهن للعديد من حوادث العنف الجنسي والإساءة والموت.
ساهمت النساء في العالم الغربي خلال الحرب العالمية الأولى، بما في ذلك أوروبا وكندا والولايات المتحدة، في جهود الحرب على الجبهات الداخلية وساحات المعارك. ارتفعت معدلات توظيف النساء بشكل كبير في القطاعين المحلي والصناعي. أصبح التمريض أحد المهن الأكثر شيوعًا في التوظيف العسكري خلال تلك السنوات. أما في آسيا، فقد أصبح عمل المرأة في صناعات القطن والحرير ضروريًا للاقتصاد. قلة من الدول فقط منحت المرأة حق التصويت قبل عام 1914، ومنها نيوزيلندا وأستراليا وبعض الدول الاسكندنافية. ومع ذلك، ظلت مشاركة المرأة في العملية السياسية محدودة. عززت مشاركة النساء في الحرب العالمية الأولى دعم وتطور حركة حق المرأة في التصويت، بما في ذلك في الولايات المتحدة.
حافظت مساهمات النساء في العمل الصناعي في المصانع على الجبهة الداخلية خلال الحرب العالمية الثانية، على استمرار المجتمع والجيش بينما كان العالم في حالة فوضى. حصلت النساء في العالم الغربي أيضًا على فرص أكبر للخدمة مباشرة في القوات المسلحة لبلادهن، وهي فرص كانت محدودة خلال الحرب العالمية الأولى. واجهت النساء في الوقت ذاته قدرًا كبيرًا من الإساءة خلال تلك الفترة، إذ جرى اغتصاب النساء بشكل ممنهج من قبل الجيش الياباني في جميع أنحاء آسيا، وتعرضت النساء اليهوديات للإيذاء الجسدي والاغتصاب والقتل في معسكرات الاعتقال النازية في جميع أنحاء أوروبا.
حفزت مشاركة النساء في الحربين العالميتين التجنيد اللاحق للنساء في القوات المسلحة في العديد من البلدان. أظهرت مشاركة المرأة في هذه الجهود الحربية التزامهن بخدمة بلادهن والحفاظ على الأمن والهوية الوطنية.

## الحرب العالمية الأولى

### أوروبا
كان تعداد النساء البالغات قبيل الحرب العالمية الأولى في بريطانيا العظمى حوالي 24 مليون امرأة بالغة، منهن 1.7 مليون امرأة عملن في الخدمة المنزلية، و200,000 في صناعة النسيج، و600,000 في تجارة الملابس، و500,000 في التجارة، و260,000 في الحكومة المحلية والوطنية، بما في ذلك التعليم. شغلت صناعات النسيج والملابس البريطانية، بشكل خاص، نساءً أكثر من الرجال، وصُنفت «مهنًا نسائية». وبحلول عام 1914، عملت 5.09 مليون امرأة عاملة من أصل 23.8 مليون امرأة في بريطانيا. عملت آلاف النساء في مصانع الذخيرة (انظر: فتيات الكناري، وفتيات غريتنا)، والمكاتب، والمرائب الكبيرة لبناء الطائرات.
شاركت النساء أيضًا في حياكة الجوارب للجنود على الجبهة، إضافة إلى أعمال تطوعية أخرى، ولكن للبقاء على قيد الحياة، اضطررن للعمل المأجور من أجل أسرهن. عملت كثيرات كمتطوعات في الصليب الأحمر، وشجعن مبيعات سندات الحرب، أو زرعن «حدائق النصر».
أتاحت الحرب العالمية الأولى للنساء في بريطانيا العظمى المشاركة في القوى العاملة، بما في ذلك خطوط التجميع. عُرفت هذه العملية في بريطانيا باسم «التخفيف»، وعارضتها النقابات العمالية بشدة، خاصة في صناعات الهندسة وبناء السفن. تولت النساء أحيانًا «أعمال الرجال» الماهرة خلال الحربين العالميتين. ومع ذلك، وبموجب الاتفاق المبرم مع النقابات العمالية، فقدت النساء اللواتي شغلن وظائف مشمولة باتفاقية التخفيف وظائفهن في نهاية الحرب العالمية الأولى.
على الرغم من استمرار حصول النساء على أجور أقل من الرجال في القوى العاملة، بدأت فجوة الأجور في الانخفاض، إذ بدأن النساء يحصلن على ثلثي الأجر النموذجي للرجال، بزيادة قدرها 28%. بقي ذلك التغيير موضع نقاش تاريخي. منحت كندا والولايات المتحدة وبريطانيا العظمى والعديد من الدول الأوروبية النساء حق التصويت في السنوات التي تلت الحرب العالمية الأولى، تقديرًا لمجهودهن الحربي جزئيًا.
لم يعد المؤرخون البريطانيون يؤكدون على منح المرأة حق التصويت كمكافأة على مشاركتها في أعمال الحرب. يرى المؤرخ مارتن بيو أن كبار السياسيين هم من حددوا بشكل أساسي حق المرأة في التصويت. يناقش بيو أن حركة المطالبة بحق التصويت قد أُضعفت بسبب الإخفاقات المتكررة قبل 1914 والآثار المفككة للتعبئة الحربية، لذا قبلت الحركة بهدوء القيود المتعلقة بالعمر، التي وافقت عليها أغلبية وزارة الحرب وكل حزب سياسي في البرلمان عام 1918. يرى جي آر سيرل (2004) بشكل أعمّ أن النقاش البريطاني كان قد انتهى أساسًا بحلول تسعينيات القرن التاسع عشر، وأن منح حق التصويت في 1918 كان في المقام الأول نتيجة ثانوية للتصويت للجنود الذكور. حصلت النساء في بريطانيا أخيرًا على حق التصويت بنفس شروط الرجال في عام 1928.
أصبح التمريض تقريبًا المجال الوحيد لمساهمة المرأة الذي تضمن التواجد في الجبهة وتجربة الحرب المباشرة. في بريطانيا، بدأ عمل فيلق التمريض الملكي للملكة ألكسندرا، والجمعية اليومانية للرعاية والإسعافات الأولية، ومفارز المعونة التطوعية قبل الحرب العالمية الأولى. لم يُسمح لمفارز المعونة التطوعية بالتواجد في الخطوط الأمامية حتى عام 1915.
تمثل دور النساء في دول أوروبية أخرى، مثل الحرب الأهلية الفنلندية عام 1918، في القتال، إذ قاتلت أكثر من 2000 امرأة في الحرس الأحمر النسائي شبه العسكري. كانت الحكومة الروسية المؤقتة في 1917 المحارب الوحيد الذي نشر قوات قتالية نسائية بأعداد كبيرة. قاتلت «كتائب النساء» القليلة بشكل جيد لكنها فشلت في تحقيق القيمة الدعائية المتوقعة وحُلت قبل نهاية العام. وظف البلاشفة نساءً في المشاة خلال الحرب الأهلية الروسية اللاحقة.
لم تؤيد النساء اللواتي عشن في سلوفاكيا الحالية، تحت حكم ملكية هابسبورغ خلال الحرب العالمية الأولى، الموقف المؤيد للحرب الذي هيمن على أوروبا الوسطى إلا أحيانًا. تصاعدت مواقفهن المعارضة للحرب، خاصة عندما جُند أفراد من عائلاتهن، مثل أزواجهن، في الجيش. عبرت النساء عن رفضهن من خلال إنشاء منظمات نسوية مثل جمعية النسويات الهنغارية لتشجيع السلمية. أعربت نساء ملكية هابسبورغ عن رفضهن من خلال الاحتجاج العلني.

### آسيا
جاء آلاف المهاجرين من آسيا إلى أوروبا خلال الحرب العالمية الأولى للمساعدة في جهود الحرب في بريطانيا العظمى، إذ جاء نحو 92,000 عامل حربي من الصين وحدها. اعتمدت القوى الأوروبية على القوى العاملة الذكورية في كسب الحرب، ما أدى إلى تقسيم العائلات في الوطن.
نمت صناعات القطن والحرير بشكل كبير في اليابان في السنوات التي سبقت الحرب العالمية الأولى. عملت أكثر من 80% من المواطنات اليابانيات في هذه الصناعات النسيجية خلال الحرب وقرب نهايتها. كانت ظروف عملهن سيئة، إذ تعرضت العاملات لسوء التغذية وأمراض خطيرة مثل السل أثناء عيشهن معًا في مهاجع غير صحية.